# Mord ist ihr Hobby: Familiengeheimnis
Familiengeheimnis (Originaltitel: Family Secrets) ist eine Episode der Kriminalfilm-Reihe Mord ist ihr Hobby aus dem Jahr 1992.

## Handlung
Am späten Abend sitzt Jessica Fletcher in ihrem Heimatort Cabot Cove in Maine noch in der Bibliothek. Deren Chef Arnold Lummins möchte Feierabend machen und bittet sie abzuschließen, wenn sie geht. Sie glaubt zunächst, dass sie alleine ist, doch dann hört sie Schritte. Es sind die von Randy Sloan, einem ehemaligen Schüler von ihr. Er hatte nach dem Abschluss an der High School den Ort verlassen, um in Portland für eine Zeitung als Reporter zu arbeiten. Nur wenige Stunden zuvor war er zurückgekommen, denn er möchte ein Buch schreiben. Sie verabreden sich für den nächsten Morgen im Café.
Unter den zahlreichen Gästen sind auch Mrs. Hanson und ihre Familie. Nun erfährt Jessica von Randy, dass es in seinem Buch um die Tötung von Margret Babbington gehen soll. Die Geschichte hatte sich vor dreißig Jahren ereignet. Eine bedeutende Rolle in seinem Buch, dass, nach Randys Aussage, einen Mord nachweisen kann, soll Sally Bates spielen. Sie besucht derzeit die Abendschule und hat mehrere Jobs, darunter derzeit als Bedienung im Café. So bekommt Jessica mit, dass Randy mit ihr sprechen möchte. Sie weist ihn ab mit der Begründung, dass sie einfach keine Zeit habe.
Später sitzt Jessica in ihrem Haus mit Sheriff Mort Metzger und dem Arzt des Ortes, Seth Hazlitt zusammen. Metzger beklagt sich darüber, dass Randy ständig auf der Suche nach alten Akten in seinem Büro sei. Darüber kommen die Ereignisse kurz zur Sprache. Margaret Babbington und ihre Kusine Emily Weymouth waren mit ihren Verlobten Owen Cooper und George Latimer nördlich des Ortes auf die Jagd gegangen. Margret und Owen hatten sich von den beiden anderen entfernt und es soll einen Streit gegeben haben. Später wurde Owen mit einer Schrotflinte erschossen. Der Fall wurde als Unfall eingestuft und zu den Akten gelegt. Der Tod ihres Verlobten führte dazu, dass Margret gemütskrank wurde. Sie wurde in ein psychiatrisches Krankenhaus eingewiesen, wo sie kurz darauf verstarb.
Nachdem sich der Bürgermeister George Latimer mit einem Geschäftsmann unterhalten hatte, spricht er seinen Sohn Neal an. Er hat eine Beziehung mit Sally, was der Vater, aufgrund ihrer Abstammung, ablehnt.
Randy stößt im Ort auf massive Widerstände. So droht ihm der Bürgermeister, dass ihn die Veröffentlichung des Buches vernichten würde. Auch die alleine lebende Emily Weymouth möchte ihn zunächst nicht zu einem Gespräch empfangen, da sie vermutet, dass es die Erinnerung an Margret, die ihre engste Freundin war, beschmutzen könnte. Später stimmt sie doch zu, mit dem Ziel, ihm zunächst 100.000 Dollar, dann die doppelte und sogar die dreifache Summe anzubieten, sollte er auf die Veröffentlichung verzichten. Randy lehnt es ab, da ihm die Wahrheit wichtiger sei.
Die Situation eskalierte, nachdem Randy tot in der Bibliothek aufgefunden wurde, erschlagen mit einem metallenen Briefbeschwerer. Unter seiner Leiche liegt ein kleiner Schlüssel, der nicht ihm gehört hatte. Die Polizei nimmt ihn mit, da sie ihn nach Fingerabdrücken untersuchen möchte. Was völlig fehlt ist eine Aktentasche mit Randys Unterlagen.
Auch Jessica beginnt nun zu ermitteln, da Randy ein Freund von ihr war. In einem Gespräch mit Sally erfährt sie, dass sie in einem Waisenhaus in Portland aufgewachsen war. Nach Cabot Cove sei sie mit ihren Adoptiveltern gezogen. Später telefoniert sie mit William Bailey von dem Krankenhaus, in das Margaret gekommen war. Er prüft alte Akten und berichtet ihr, dass sie im Wochenbett verstorben war.
Es stellt sich heraus, dass Sally Margarets leibliche Tochter ist, und dass Randy es herausgefunden hatte. Ihr Vermögen, dass einen größeren Grundbesitz umfasste, war zunächst Emily Weymouth, als nächster Verwandter, zugesprochen worden. Da es nun Sally gehörte, hatte Emilys Tochter Janet beschlossen, Randy zu töten, um dieses zu verheimlichen. Nachdem Jessica ihre Erkenntnisse Sheriff Metzger mitgeteilt hatte, spricht sie Janet vor ihrer Wohnung an. Zunächst streitet sie es ab. Nun kommt Metzger mit ihrem Schlüssel hinzu. Sie beichtet jetzt die Wahrheit: Sie sei in einem Gespräch mit Randy in Streit geraten. Aus Angst, sie und ihre Mutter könnten verarmen, habe sie ihn erschlagen.
Die Folge endet im Café. Jessica erzählt Sally, dass sie bald nicht mehr arbeiten müsse. Sie hofft, dass sich ihre Ablehnung durch Neals Vater nun ändern würde.

## Besetzung und Synchronisation
Die deutschsprachige Synchronfassung der Staffel entstand bei der Hermes Synchron in Potsdam unter der Dialogregie und nach Dialogbüchern von Almut Eggert, Frank Wesel und Anja Rohe.
| Figur                | Darsteller        | Deutscher Sprecher   |
| -------------------- | ----------------- | -------------------- |
| Jessica Fletcher     | Angela Lansbury   | Dagmar Altrichter    |
| Gaststars            |                   |                      |
| Dr. Seth Hazlitt     | William Windom    | Joachim Nottke       |
| Sheriff Mort Metzger | Ron Masak         | Uwe Paulsen          |
| Arnold Lummins       | Charley Lang      | Mathias Einert       |
| Emily Weymouth       | Phyllis Thaxter   | Hannelore Minkus     |
| George Latimer       | Richard Venture   | Edgar Ott            |
| Janet Weymouth       | Caroline Williams | Karin Grüger         |
| Neal Latimer         | David Newsom      | Mario von Jascheroff |
| Randall Sloan        | Brian McNamara    | Stefan Gossler       |
| Sally Bates          | Debra Stipe       | Katharina Koschny    |
| Weitere Darsteller   |                   |                      |
| Owen Cooper          | Jeff Bankert      | Matthias Klages      |
| William Bailey       | Richard Brestoff  | Bodo Wolf            |
| Geschäftsmann        | Paul Carr         | Lothar Mann          |
| Mrs. Hanson          | Michele Bernath   | Almut Eggert         |